# Prostoskrzydłe długoczułkowe

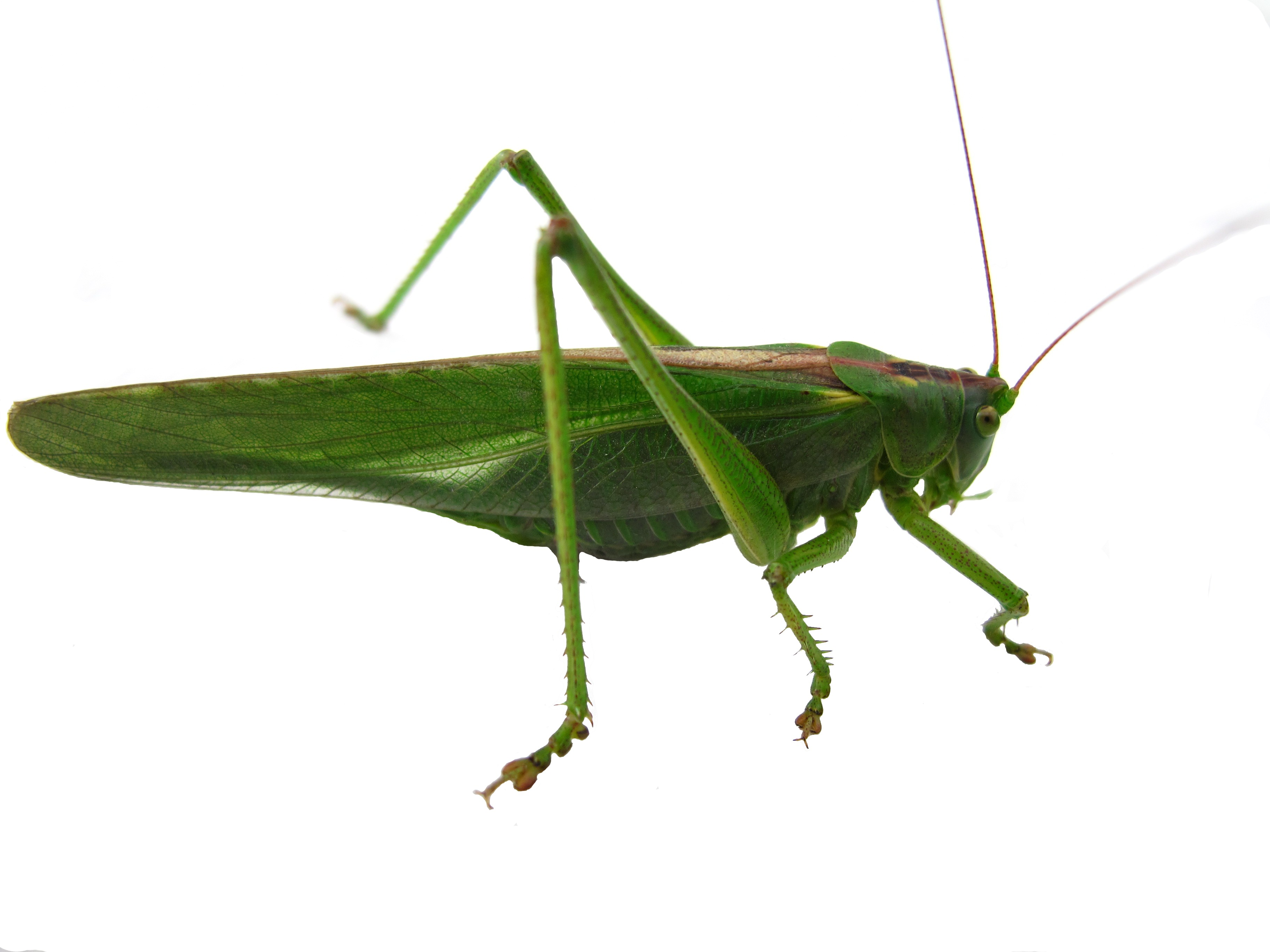
Pasikonik zielony

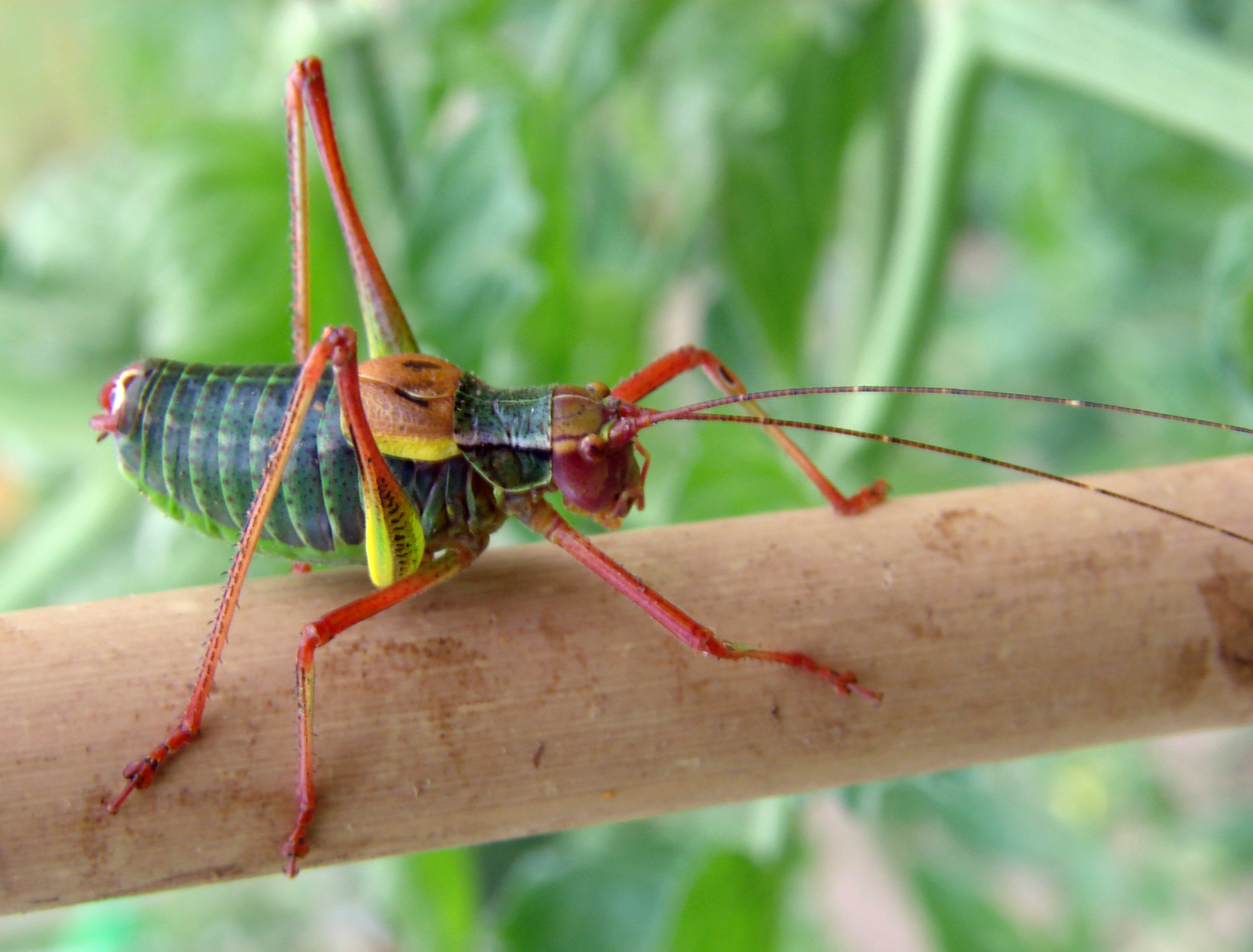
Opaślik sosnowiec

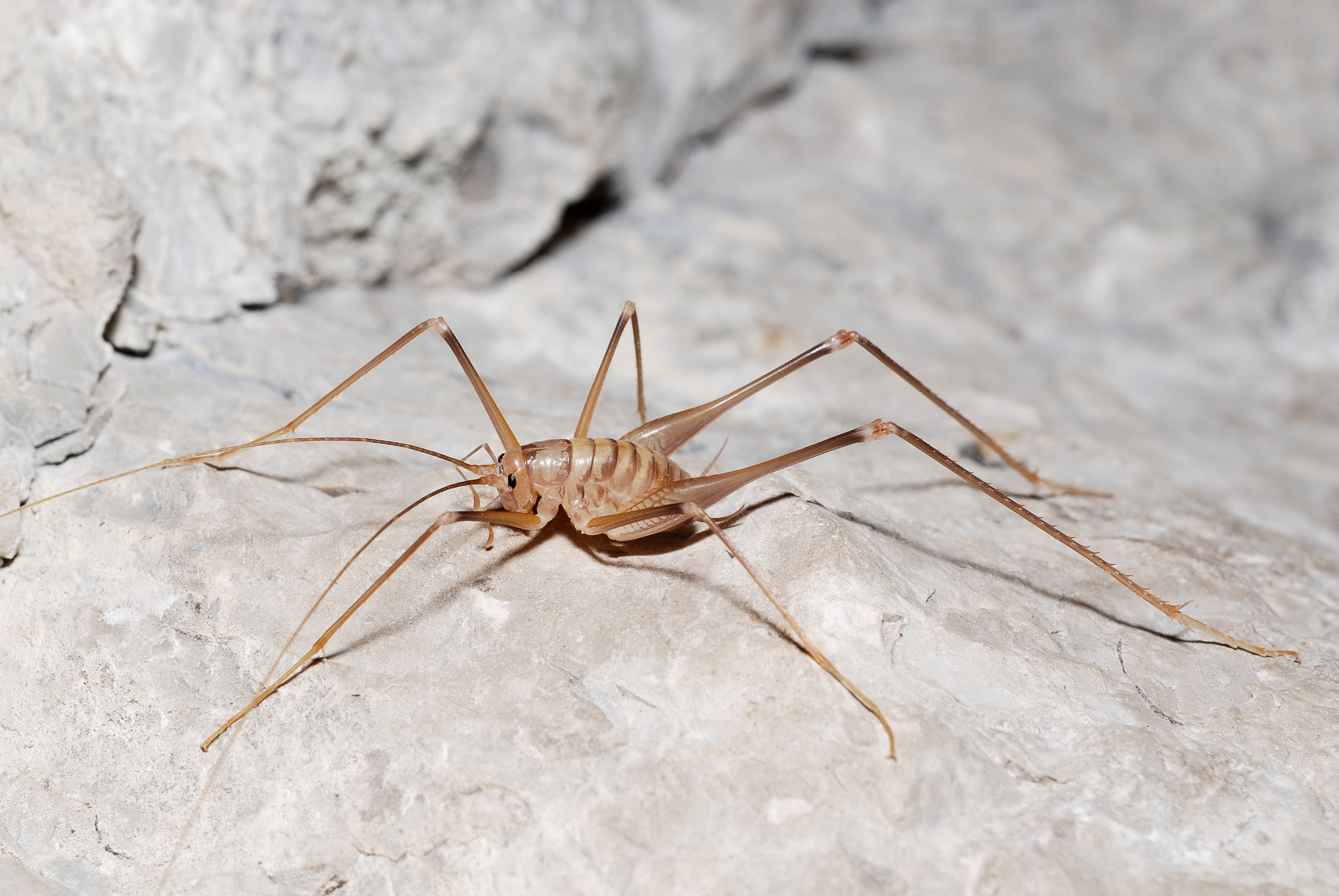
Dolichopoda, prawdopodobnie D. azami

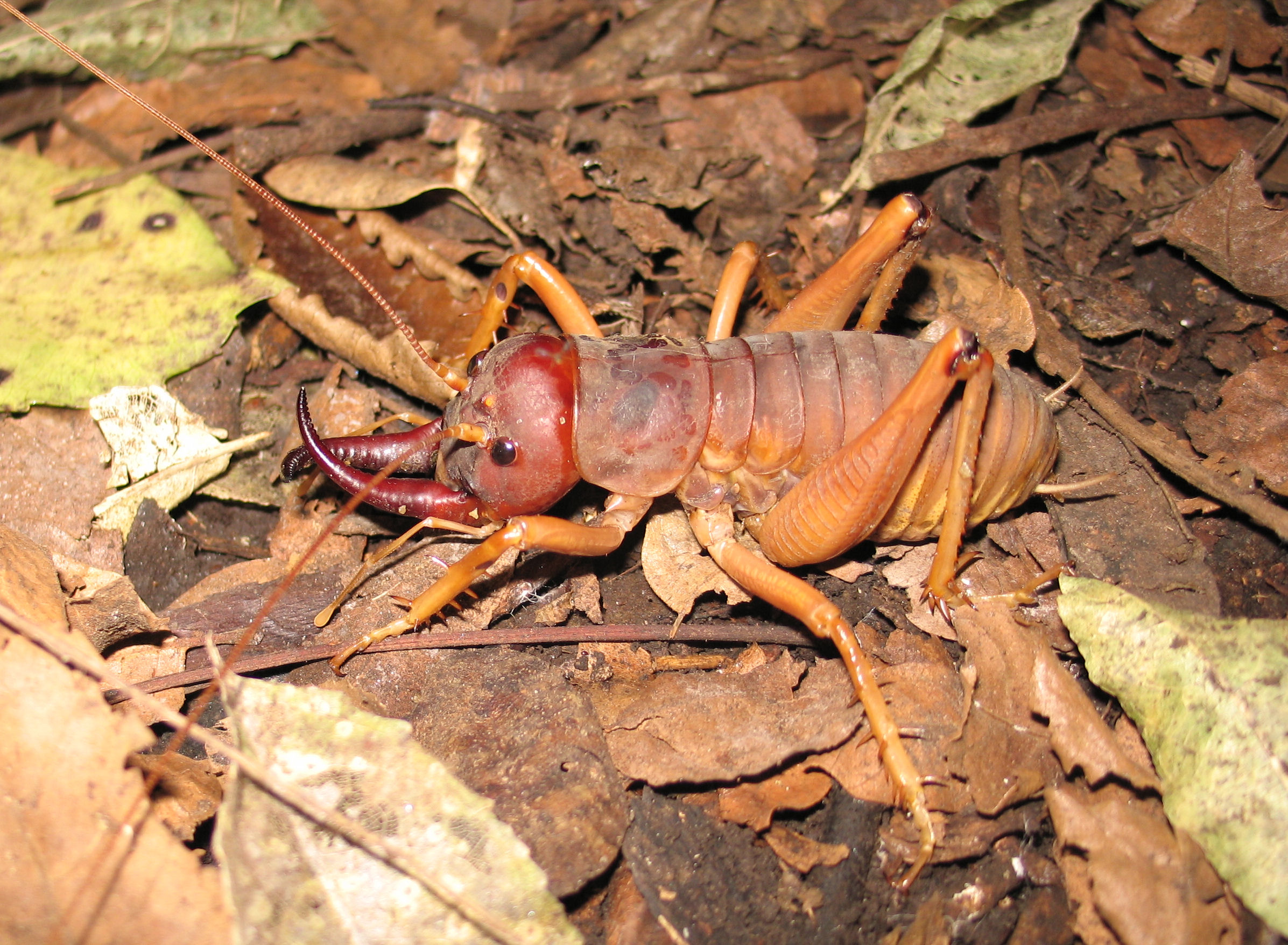
Motuweta isolata

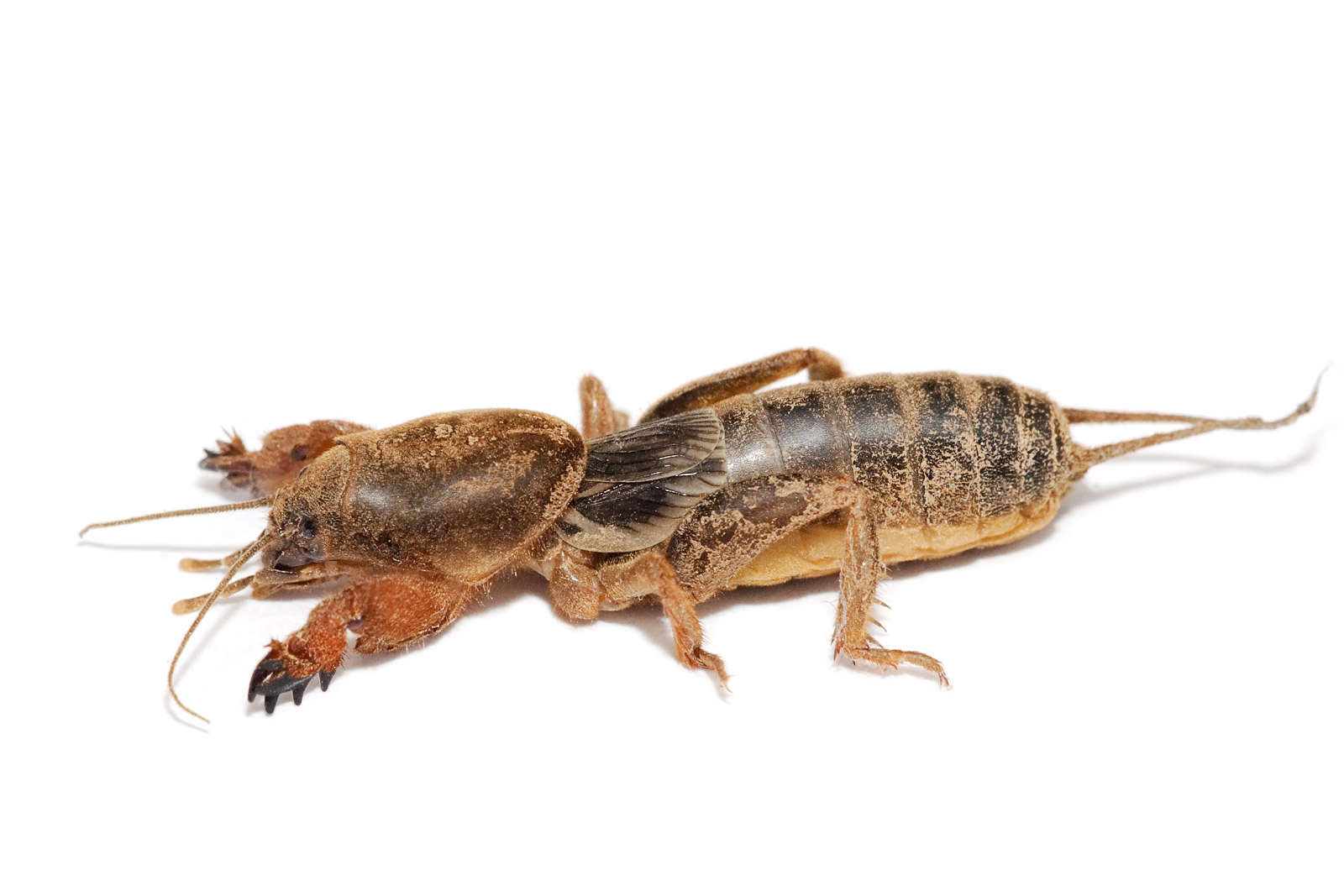
Gryllotalpa brachyptera

Prostoskrzydłe długoczułkowe, prostoskrzydłe długoczułkie (Ensifera) – podrząd owadów prostoskrzydłych (Orthoptera), do którego zaliczane są m.in. powszechnie znane pasikoniki i świerszcze. Obejmuje ponad 10 tysięcy gatunków występujących na wszystkich kontynentach poza Antarktydą. W zapisie kopalnym są znane co najmniej od górnego triasu.

## Nazwa zwyczajowa
W języku polskim takson Ensifera Chopard, 1920 określany jest nazwami: prostoskrzydłe długoczułkowe lub długoczułkie, ale obydwie z nich stosowane są również dla muchówek z podrzędu Nematocera określanych jako muchówki długoczułkowe lub długoczułkie.

## Taksonomia
Takson wprowadzony w 1920 roku przez Luciena Choparda. Przez wielu autorów traktowany w randze osobnego rzędu.

## Opis
Średniej wielkości owady (długości zwykle ok. 3 cm), o ciele spłaszczonym bocznie lub walcowatym. Głowa hipognatyczna. Narządy gębowe typu gryzącego. Czułki długie, liczące nie mniej niż 30 członów, często dłuższe u ciała, krótkie jedynie u turkuciowatych. Przedplecze zachodzące na następne segmenty, może być podzielone poprzeczną bruzdą na prozonę i metazonę. Golenie odnóży przednich wyposażone w narządy bębenkowe (tympalne) o otworach owalnych lub szczelinowatych. Tylne odnóża skoczne, o bardzo silnie rozbudowanych udach. Stopy zwykle cztero-, rzadziej trójczłonowe. Zwykle obecne dwie pary skrzydeł, choć mogą być one zredukowane lub całkiem ich brak. Przednia para skórzasta, węższa i mocniej zesklerotyzowana, a tylna błoniasta i szeroka, gęsto użyłkowana, o żyłkach podłużnych ułożonych wachlarzowato. Odwłok szeroko połączony z tułowiem, u samic zwieńczony długim pokładełkiem (które może jednak nie występować jak np. u turkuciowate) oraz podłużnie złożonymi walwami.

## Biologia i ekologia
Liczne gatunki zdolne są do wydawania wysokich dźwięków. Używają do tego narządów strydulacyjnych w postaci zmodyfikowanych części przednich skrzydeł, które pocierają o siebie. Dźwięk jest odbierany przez inne osobniki dzięki narządom tympalnym.
Przeobrażenie niezupełne.
Wiele gatunków drapieżnych, aktywnie polujących; inne wszystkożerne, a tylko długoskrzydlakowate wyłącznie roślinożerne.

## Rozprzestrzenienie
Kosmopolityczny podrząd, znany z całej kuli ziemskiej. W Polsce występuje 6 rodzin: pasikonikowate (Tettigoniidae), długoskrzydlakowate (Phaneropteridae), śpieszkowate (Rhaphidophoridae), świerszczowate (Gryllidae), mrowiszczakowate (Myrmecophilidae) i turkuciowate (Gryllotalpidae).

## Systematyka
Do podrzędu tego zalicza się 4 infrarzędy:
- †Elcanidea
- †Oedischiidea
- Tettigoniidea
- Gryllidea

, trzy nadrodziny nieprzypisane do infrarzędów:
- †Gryllavoidea
- †Rhaphidophoroidea
- †Achizodactyloidea

oraz 2 rodziny nieprzypisane do nadrodzin:
- †Raphoglidae
- †Vitimiidae